# Lista de artistas de Vanguarda

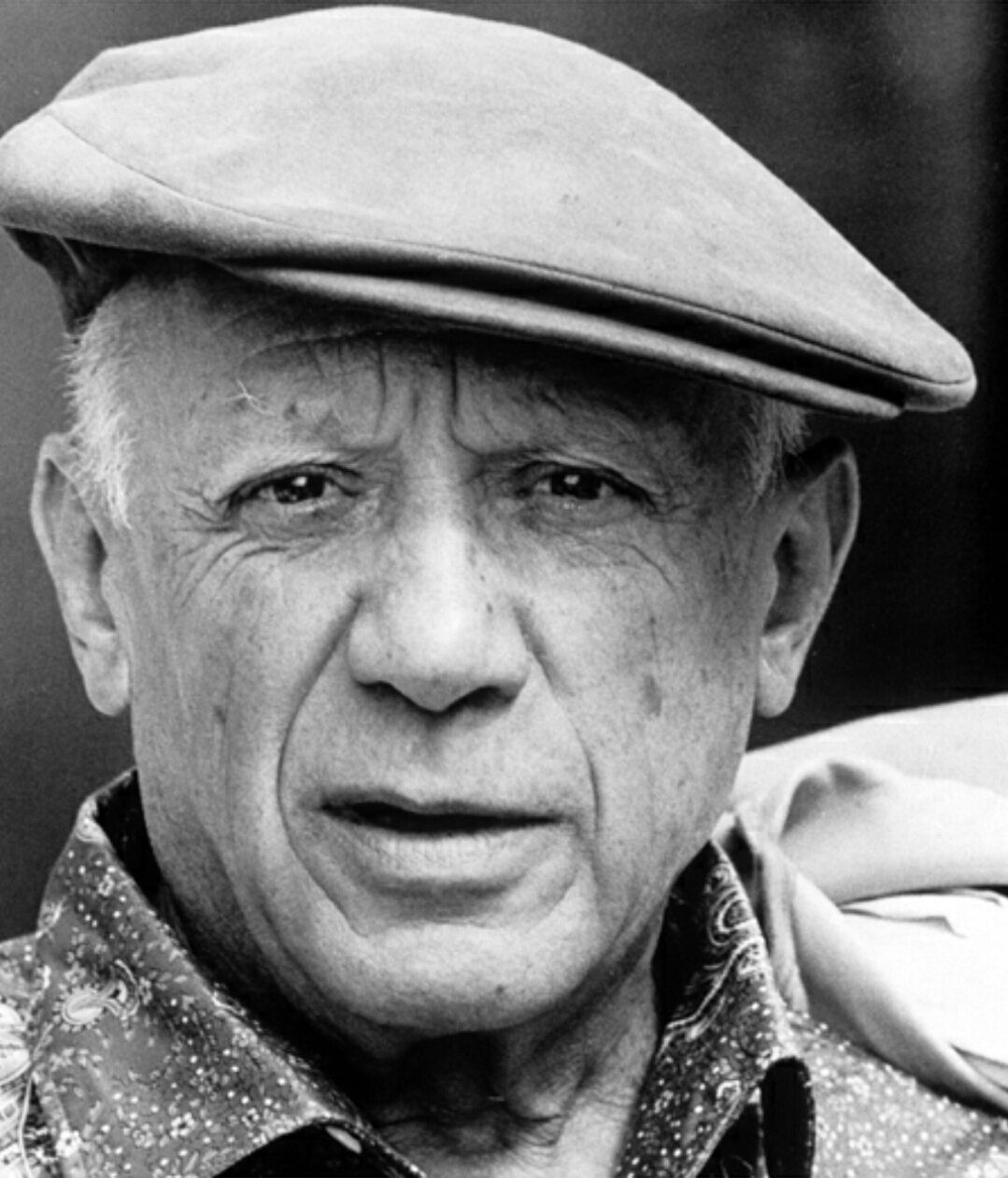
Pablo Picasso em 1962.

Avant-garde (pronúncia em francês: [avɑ̃ ɡaʁd]). ou Vanguarda é um termo originário da língua francesa usado em vários idiomas para se referir a pessoas ou obras inovativas ou experimentais,  mas que particularmente respeitam a arte e a cultura em seu processo.
A vanguarda representa uma demolição das barreiras do que é aceito como norma ou  status quo, principalmente na área cultural. A noção da existência da vanguarda é creditada por alguns como sendo uma tendência irmã do modernismo, mas diferente do pós-modernismo. O pós-modernismo sustenta que a era da constante aniquilação de fronteiras não está mais entre nós e que a vanguarda tem pouca ou nenhuma aplicabilidade na era da arte pós-moderna.

## Artes visuais

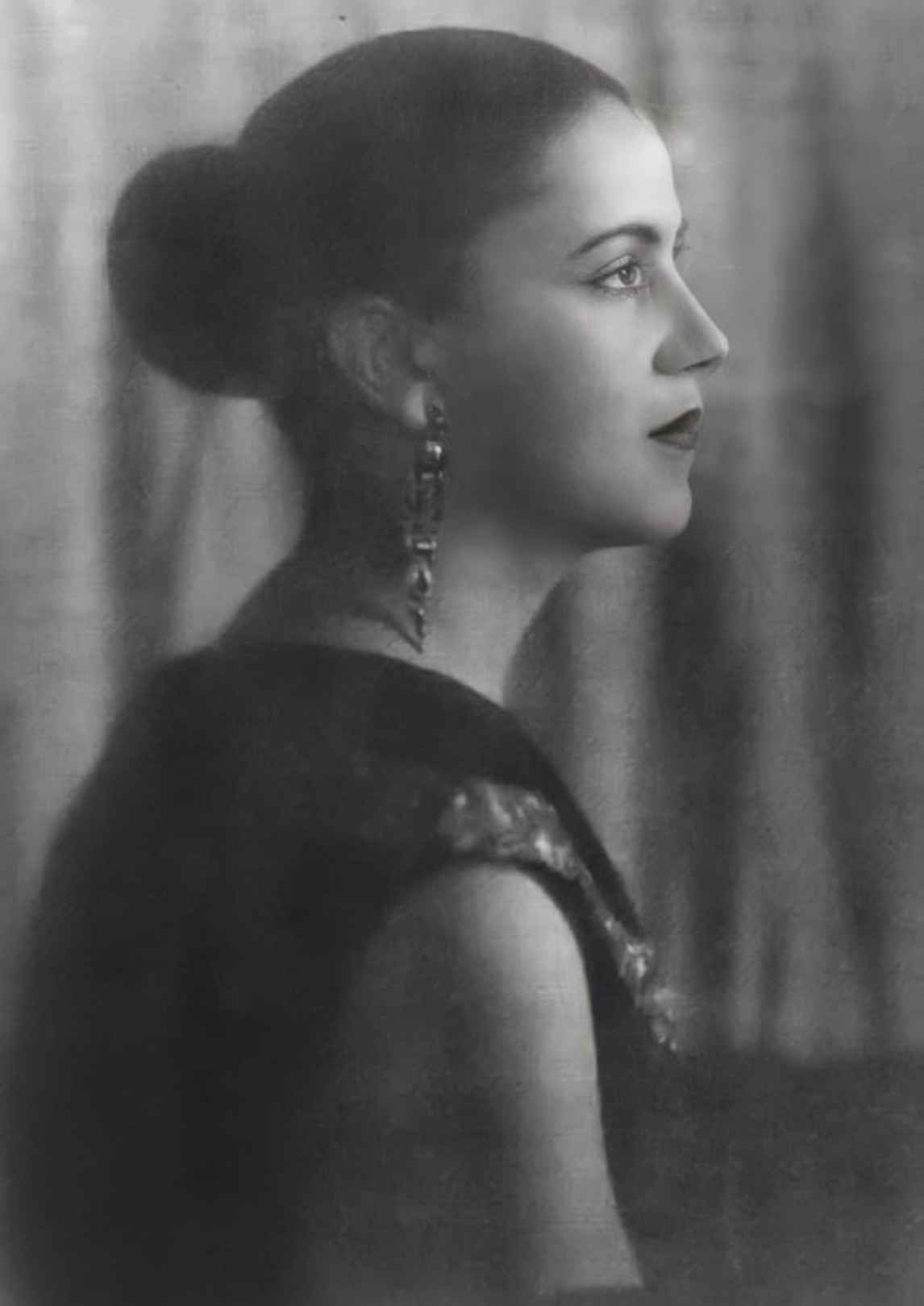
Retrato de Tarsila do Amaral.

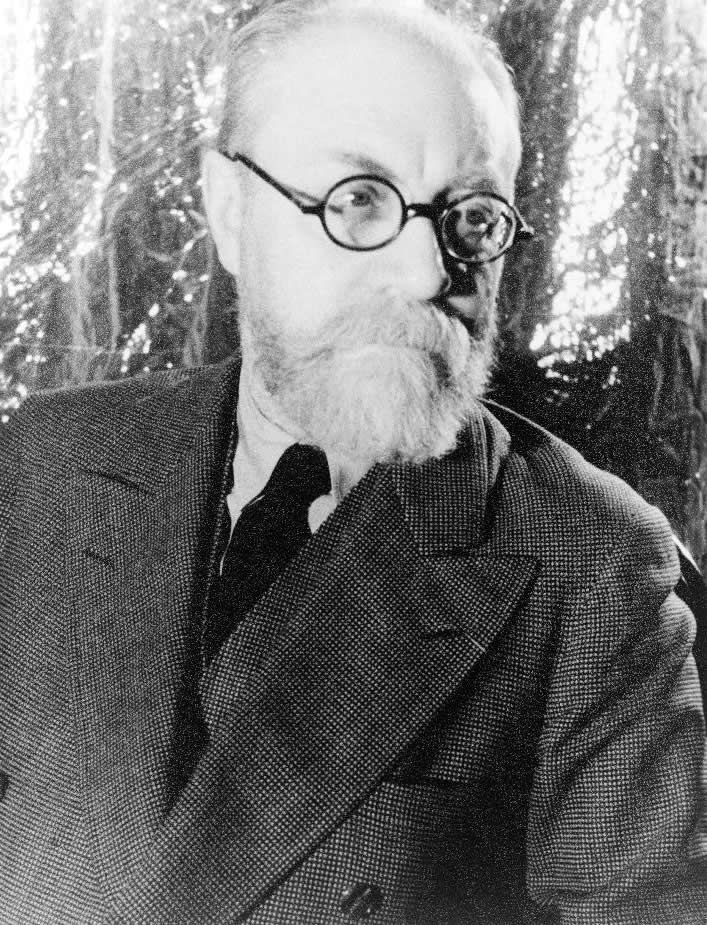
Henri Matisse, 1933, foto por Carl Van Vechten

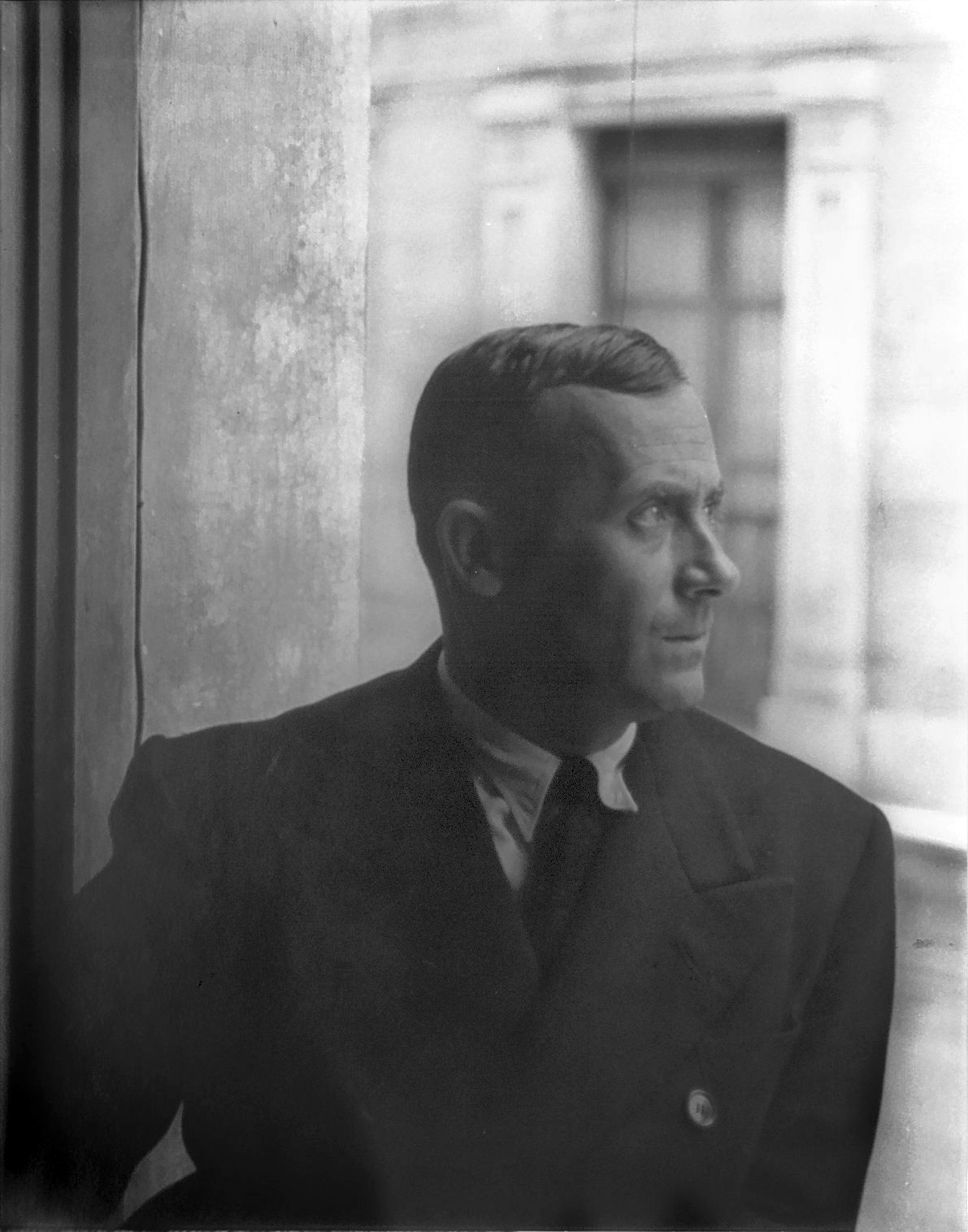
Joan Miró 1935, Foto por Carl Van Vechten

- Pierre Alechinsky
- Tarsila do Amaral
- Alexander Archipenko
- Anita Malfatti
- Hans Bellmer
- Joseph Beuys[2]
- Francisco Bores
- Constantin Brâncuși[3]
- Georges Braque[4]
- David Burliuk
- Wladimir Burliuk
- Giorgio de Chirico[5]
- Joseph Csaky
- Salvador Dalí
- Theo van Doesburg[6][7]
- Jean Dubuffet[8]
- Marcel Duchamp[9]
- Naum Gabo[10]
- Pablo Gargallo
- Victor Brecheret
- Paul Gauguin[11]
- Alberto Giacometti[12]
- Albert Gleizes
- Julio González[13]
- Natalia Goncharova
- Arshile Gorky
- George Grosz
- Neil Harbisson
- Asger Jorn
- Wassily Kandinsky[14]
- Allan Kaprow[15]
- Roger Kemp
- Frederick John Kiesler
- Willem de Kooning[16]
- Yayoi Kusama
- Fernand Léger
- El Lissitzky[17]
- Kazimir Malevich[18]
- Agnes Martin[19]
- Henri Matisse[20]
- Jean Metzinger
- Joan Miró
- Piet Mondrian[21]
- Henry Moore[22]
- Barnett Newman[23]
- Georgia O'Keeffe[24]
- Claes Oldenburg[25]
- Yoko Ono
- Francis Picabia
- Pablo Picasso
- Antoine Pevsner
- Jackson Pollock[26]
- Robert Rauschenberg
- Man Ray
- Ad Reinhardt[27]
- Jean-Paul Riopelle
- Alexander Rodchenko
- Olga Rozanova
- Kurt Schwitters
- David Smith
- Kenneth Snelson
- Frank Stella [28]
- Vladimir Tatlin
- Sergei Tretyakov
- Remedios Varo
- Wolf Vostell[29]
- Andy Warhol[30]
- Wols

## Poesia, Literatura e Teatro

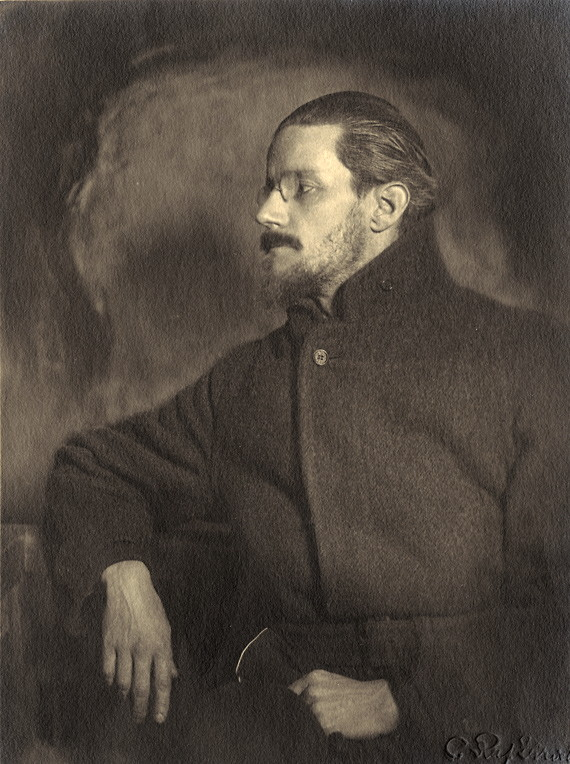
James Joyce, c. 1918, Foto por C. Ruf, Zurich

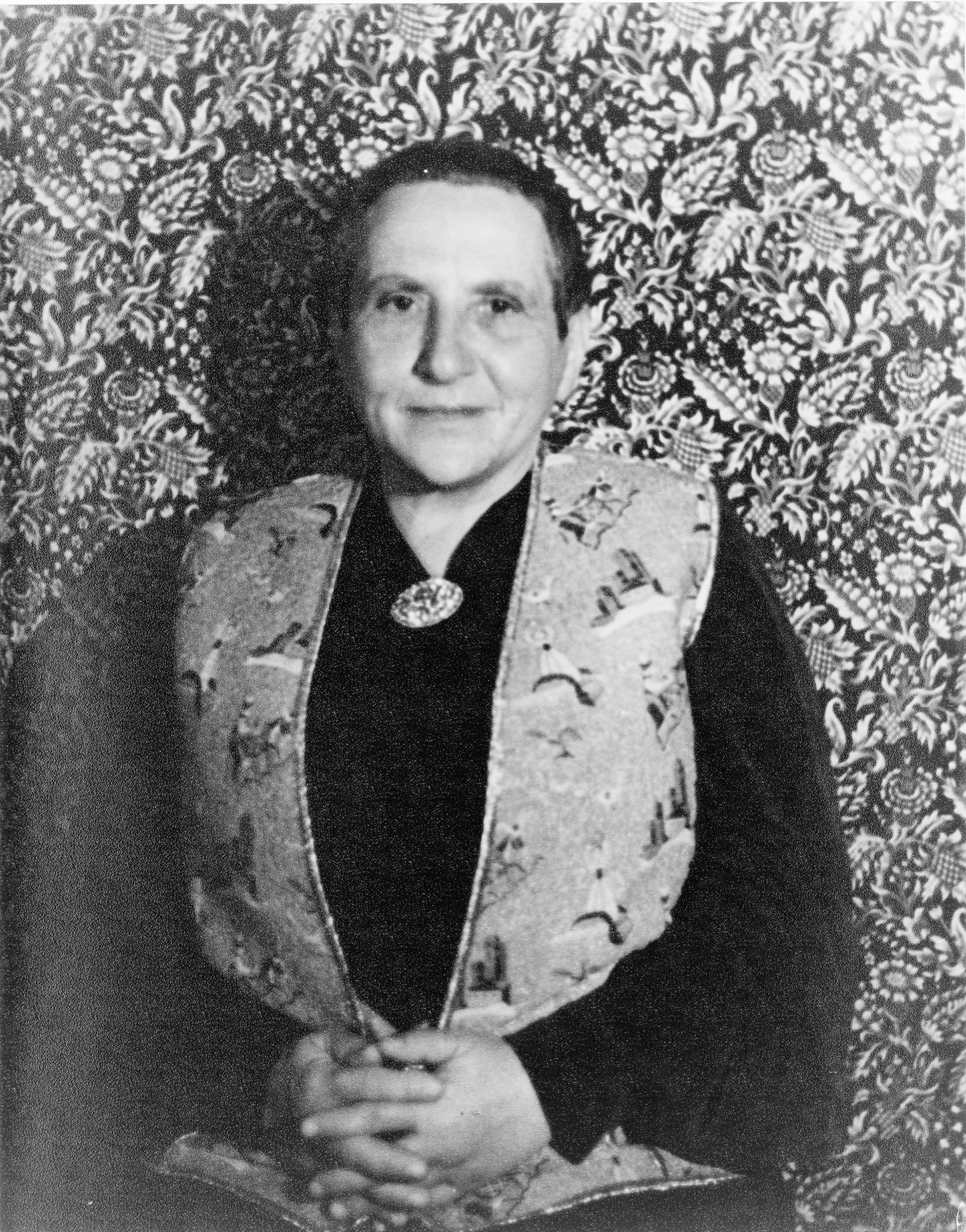
Carl Van Vechten, Retrato de Gertrude Stein, 1934

- Mário de Andrade
- JoAnne Akalaitis
- Manuel Bandeira
- Mabou Mines
- Guillaume Apollinaire
- Antonin Artaud
- H. C. Artmann
- Oswald de Andrade
- Hugo Ball
- J. G. Ballard
- Julian Beck
- Samuel Beckett
- Maurice Blanchot
- Jorge Luis Borges
- André Breton
- Christine Brooke-Rose
- William S. Burroughs
- Jim Carroll
- Louis-Ferdinand Celine
- Gregory Corso
- Jayne Cortez
- E. E. Cummings
- Jeffrey Daniels
- Guy Debord
- John Dos Passos
- Benjamin Fondane
- Richard Foreman
- Akasegawa Genpei
- Allen Ginsberg
- Witold Gombrowicz
- Eugen Gomringer
- Jerzy Grotowski
- Stewart Home
- Ernst Jandl
- Alfred Jarry
- James Joyce
- Franz Kafka
- Tadeusz Kantor
- Lajos Kassák
- Srečko Kosovel
- Jackson Mac Low
- Mina Loy
- Dimitris Lyacos
- Judith Malina
- Filippo Tommaso Marinetti
- Vladimir Mayakovsky
- Vsevolod Meyerhold
- Henry Miller
- Ion Minulescu
- Yukio Mishima
- Vladimir Nabokov
- Anaïs Nin
- Ezra Pound
- Alain Robbe-Grillet
- Raymond Roussel
- Bruno Schulz
- Gertrude Stein
- Ellen Stewart
- Jean Tardieu
- Tristan Tzara
- Urmuz (Romanian writer)
- Ilarie Voronca
- William Carlos Williams
- Miroslav Wanek
- Stanisław Ignacy Witkiewicz
- Virginia Woolf

## Arquitetura

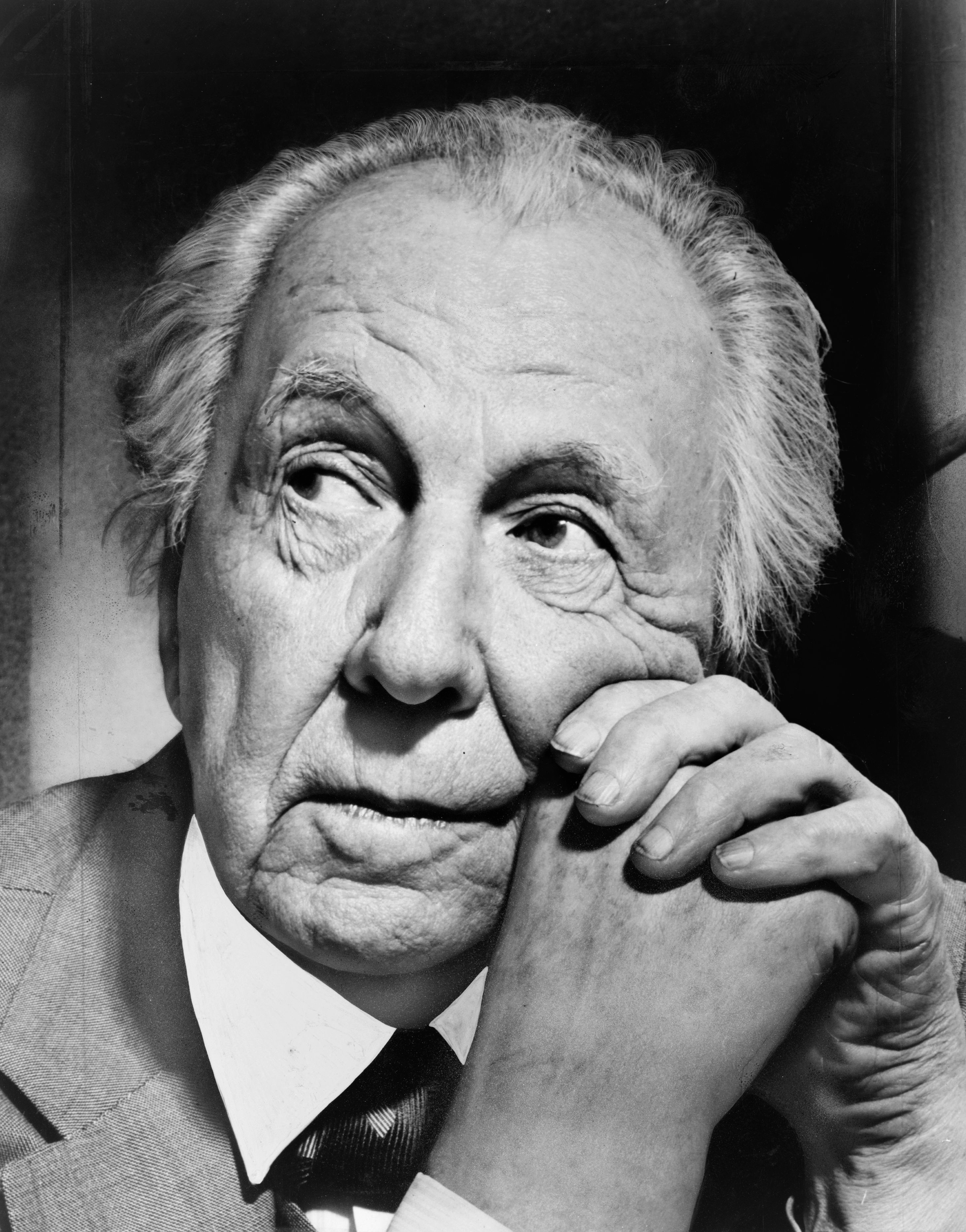
Frank Lloyd Wright, 1954, foto: Al Ravenna, New York World-Telegram and Sun

- Steve Baer
- Le Corbusier
- Norman Foster
- Buckminster Fuller
- Frank Gehry
- Walter Gropius
- Louis Kahn
- Rem Koolhaas
- I. M. Pei
- Ludwig Mies van der Rohe
- Eero Saarinen
- Ettore Sottsass
- Frank Lloyd Wright
- Zaha Hadid

## Música

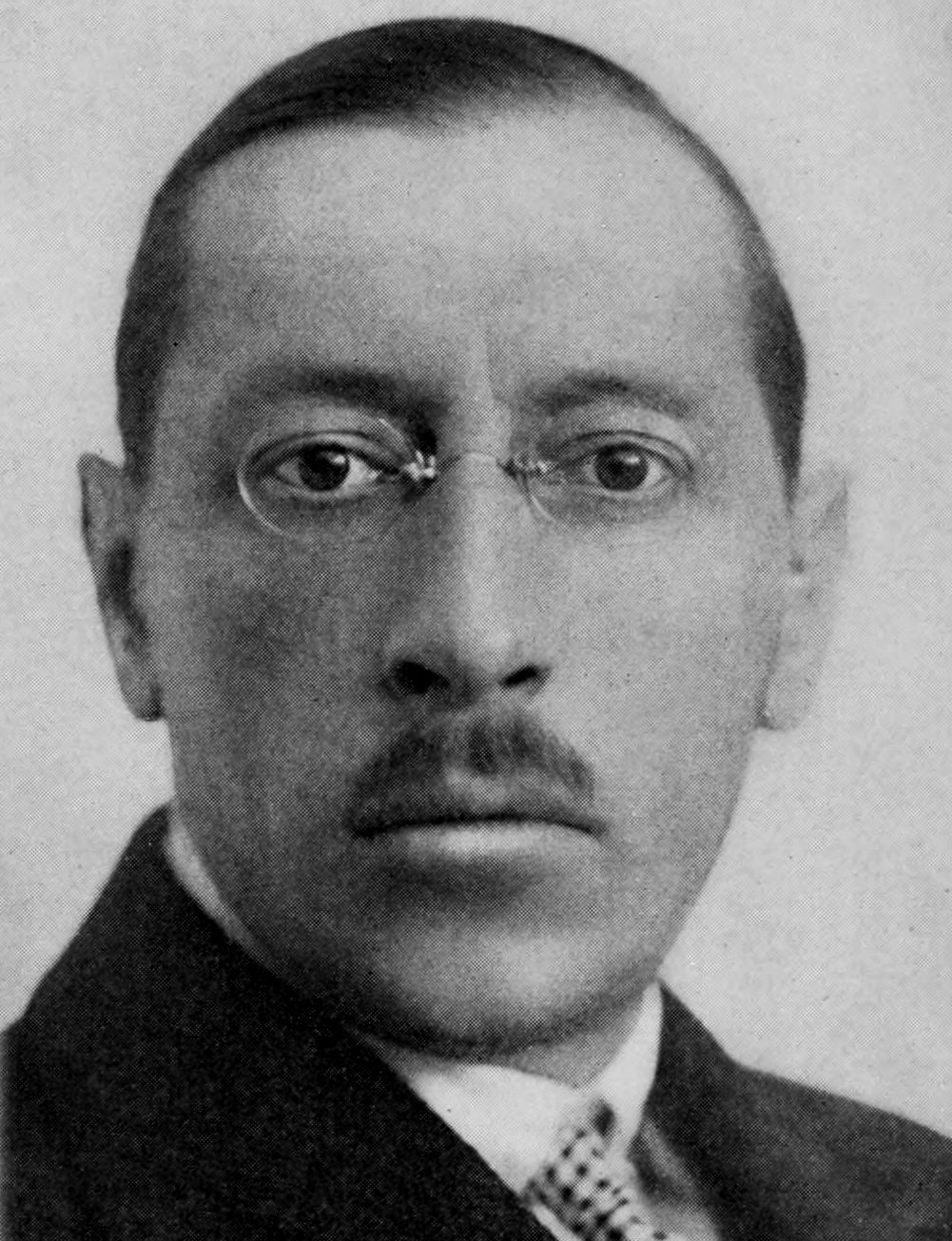
Igor Stravinsky, 1921

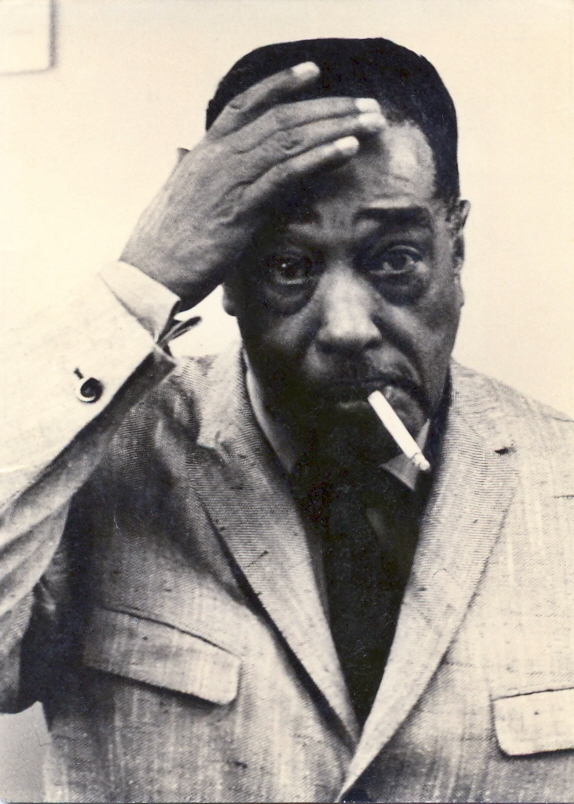
Duke Ellington 1965 em turnê, Frankfurt, Alemanha.

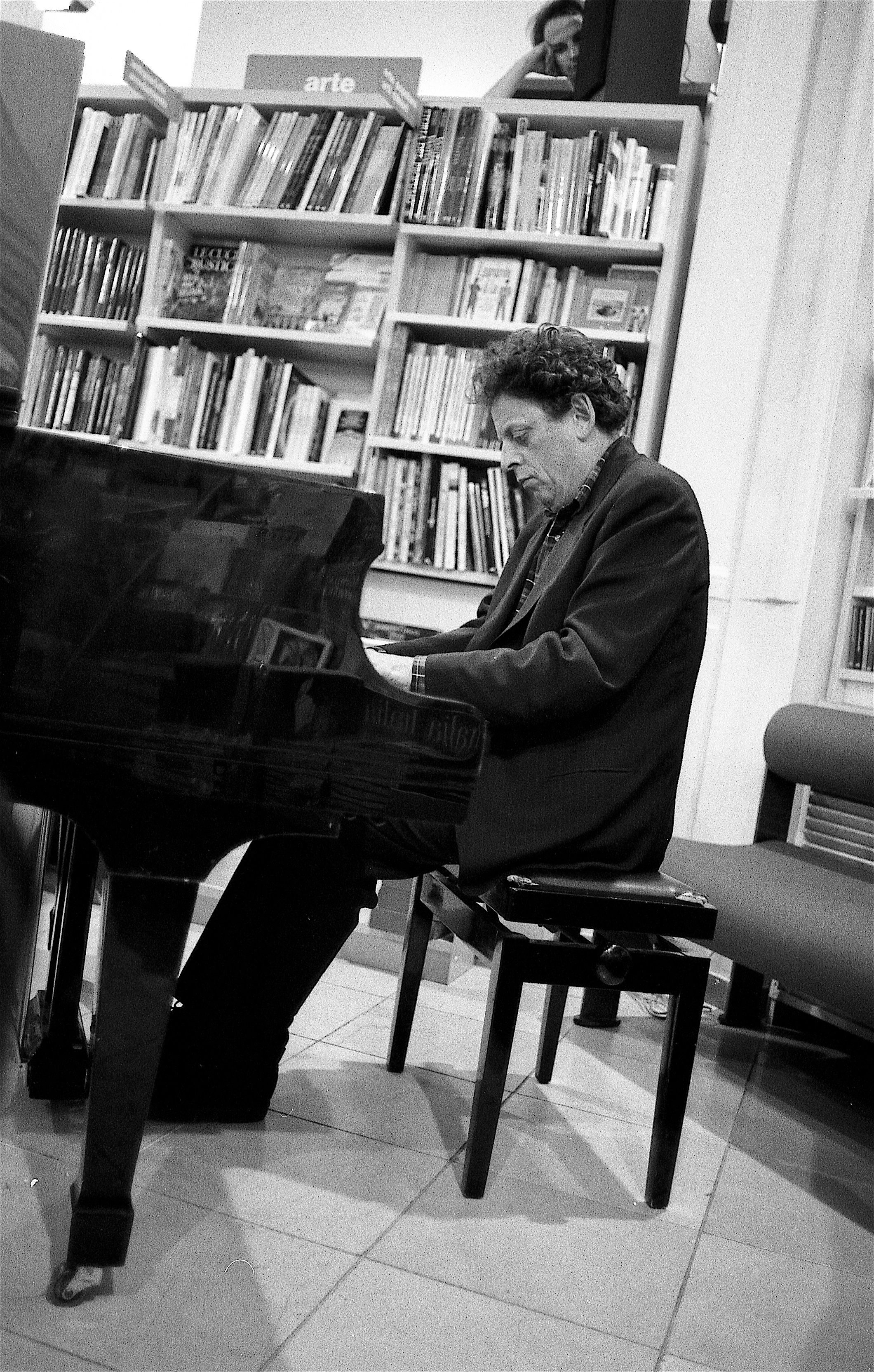
Philip Glass, 1993 em Florença.

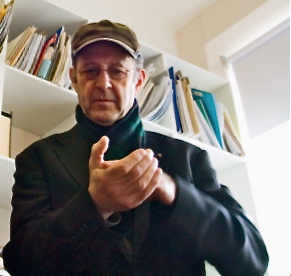
Steve Reich, 2006

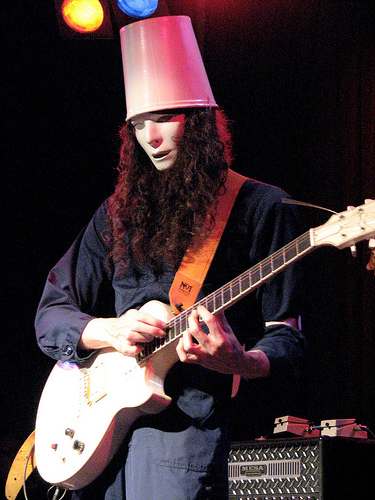
Buckethead

- Laurie Anderson
- Villa-Lobos
- George Antheil
- Marcellí Antúnez Roca
- Albert Ayler[31]
- Renee Baker
- John Balance
- Luciano Berio
- Arthur Brown
- Pierre Boulez
- Glenn Branca
- Günter Brus
- John Zorn
- Harold Budd
- John Cage
- Les Claypool
- Ornette Coleman
- John Coltrane
- Conlon Nancarrow
- Tony Conrad
- Ivor Cutler
- Miles Davis
- Claude Debussy[32]
- Eric Dolphy
- Marco Donnarumma
- Duke Ellington
- Don Ellis
- Brian Eno
- Aphex Twin
- Morton Feldman
- Aaron Funk
- Diamanda Galás
- Philip Glass
- Dave Holland
- Daryl Hayott
- Charles Ives[33]
- Roland Kirk
- Bill Laswell
- György Ligeti
- Witold Lutosławski
- Béla Bartók
- Lydia Lunch
- Charles Mingus
- Thelonious Monk
- Max Neuhaus
- Hermann Nitsch
- Mike Oldfield
- Pauline Oliveros
- Yoko Ono
- Harry Partch
- Mike Patton
- Krzysztof Penderecki
- Ástor Piazzolla
- Jarosław Pijarowski
- Sun Ra
- Steve Reich
- Stelarc
- Terry Riley
- Arthur Russell
- Pharoah Sanders
- Erik Satie
- Pierre Schaeffer
- Arnold Schoenberg
- Archie Shepp
- Igor Stravinsky[34]
- David Tudor
- Arto Tunçboyacıyan
- Edgard Varèse
- David Vorhaus
- Igor Wakhevitch
- Anton Webern
- Robert Wyatt
- Iannis Xenakis
- Kathleen Yearwood
- La Monte Young
- Frank Zappa

- Autópsia
- Amon Düül II
- Arcturus
- Maya Beiser
- Captain Beefheart
- Boredoms
- Björk
- Buckethead
- Butthole Surfers
- John Cale
- Can
- Coil
- Cluster
- Einstürzende Neubauten
- Brian Eno
- Faust
- Pink Floyd
- Gong
- Hella (band)
- Henry Cow
- Iwrestledabearonce
- Jonathan Davis and the SFA
- Kayo Dot
- Kraftwerk
- The Mars Volta
- The Melvins
- Meshuggah[35]
- Ours To Destroy
- Pan.Thy.Monium

## Dança e Coreografia

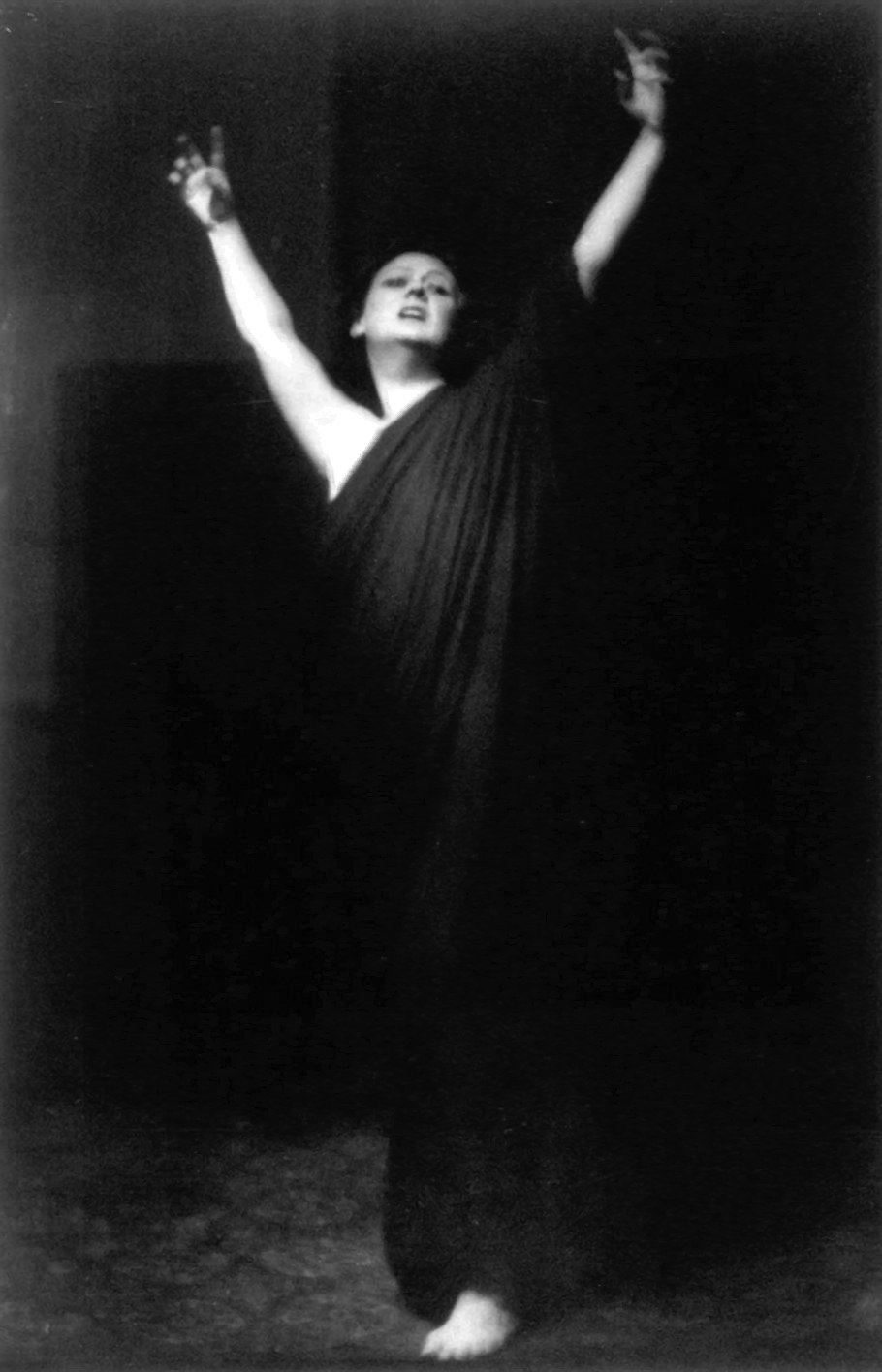
Isadora Duncan performando. Foto de Arnold Genthe ca. 1915-1918

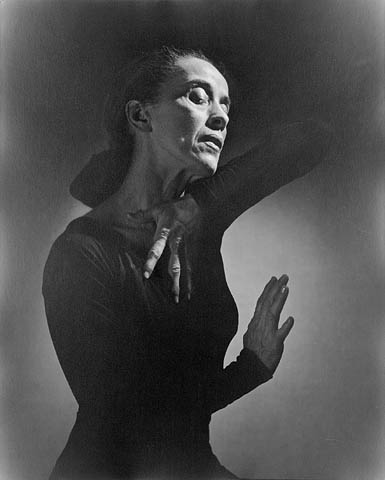
Martha Graham, foto de Yousuf Karsh, 1948

- Loie Fuller
- Isadora Duncan
- Vaslav Nijinsky
- Léonide Massine
- Ruth St. Denis
- Ted Shawn
- Doris Humphrey
- Charles Weidman
- Hanya Holm
- Helen Tamiris
- Mary Wigman
- Martha Graham
- Anna Sokolow
- Merce Cunningham
- Alwin Nikolais
- Twyla Tharp
- Lucinda Childs
- Deborah Hay
- Anna Halprin
- Yvonne Rainer
- Pina Bausch
- Trisha Brown
- Erick Hawkins
- Sally Gross

## Cinema e Fotografia

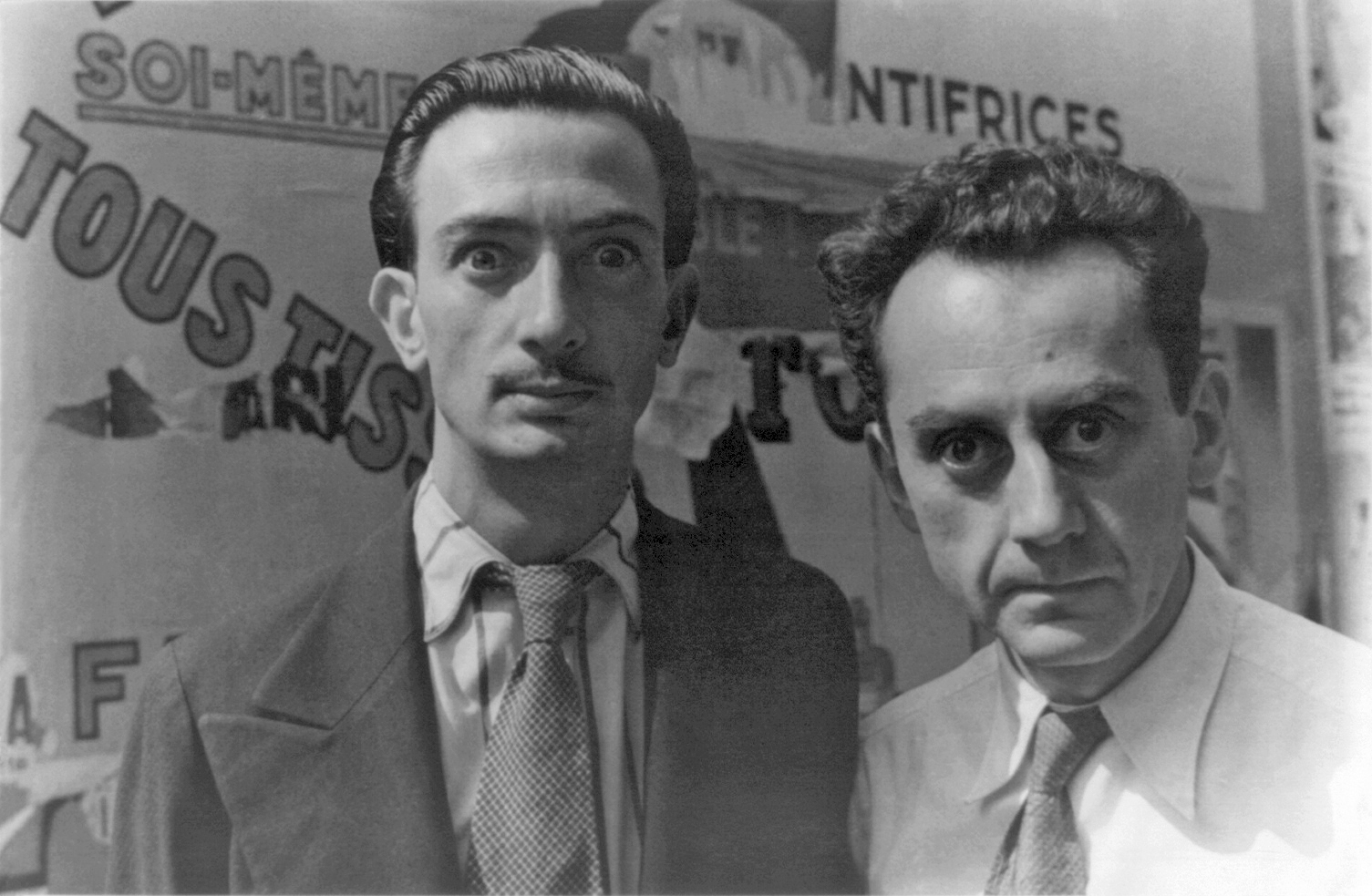
Salvador Dalí e Man Ray em Paris, em 16 de junho de 1934, foto por Carl Van Vechten

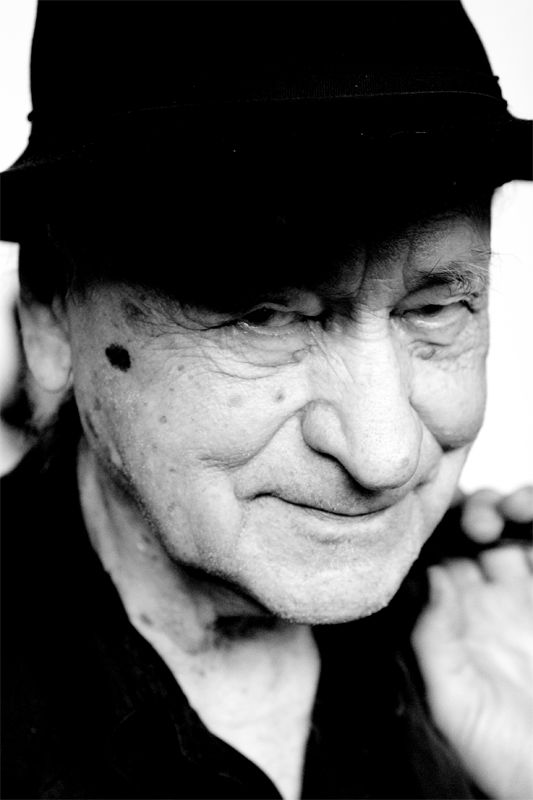
Jonas Mekas, artista lituano tido como o patrono do cinema de vanguarda estadunidense.

- John Abraham
- Kenneth Anger
- Diane Arbus
- Berenice Abbott
- Matthew Barney
- Jordan Belson
- Patrick Bokanowski
- Stan Brakhage
- Luis Buñuel
- John Cassavetes
- Věra Chytilová
- Jean Cocteau
- Bruce Connor
- Maya Deren
- Nathaniel Dorsky
- Germaine Dulac
- Harun Farocki
- Rainer Werner Fassbinder
- David Gatten
- Ernie Gehr
- Jean-Luc Godard
- Philippe Grandrieux
- Lars von Trier
- Andy Warhol
- Peter Weibel
- Joel-Peter Witkin
- Fred Worden
- Kansuke Yamamoto
- Thierry Zéno